# Фрере (Бергамо)
Фрере је насеље у Италији у округу Бергамо, региону Ломбардија.
Према процени из 2011. у насељу је живело 65 становника. Насеље се налази на надморској висини од 570 м.